# 샌프란시스코 케이블카

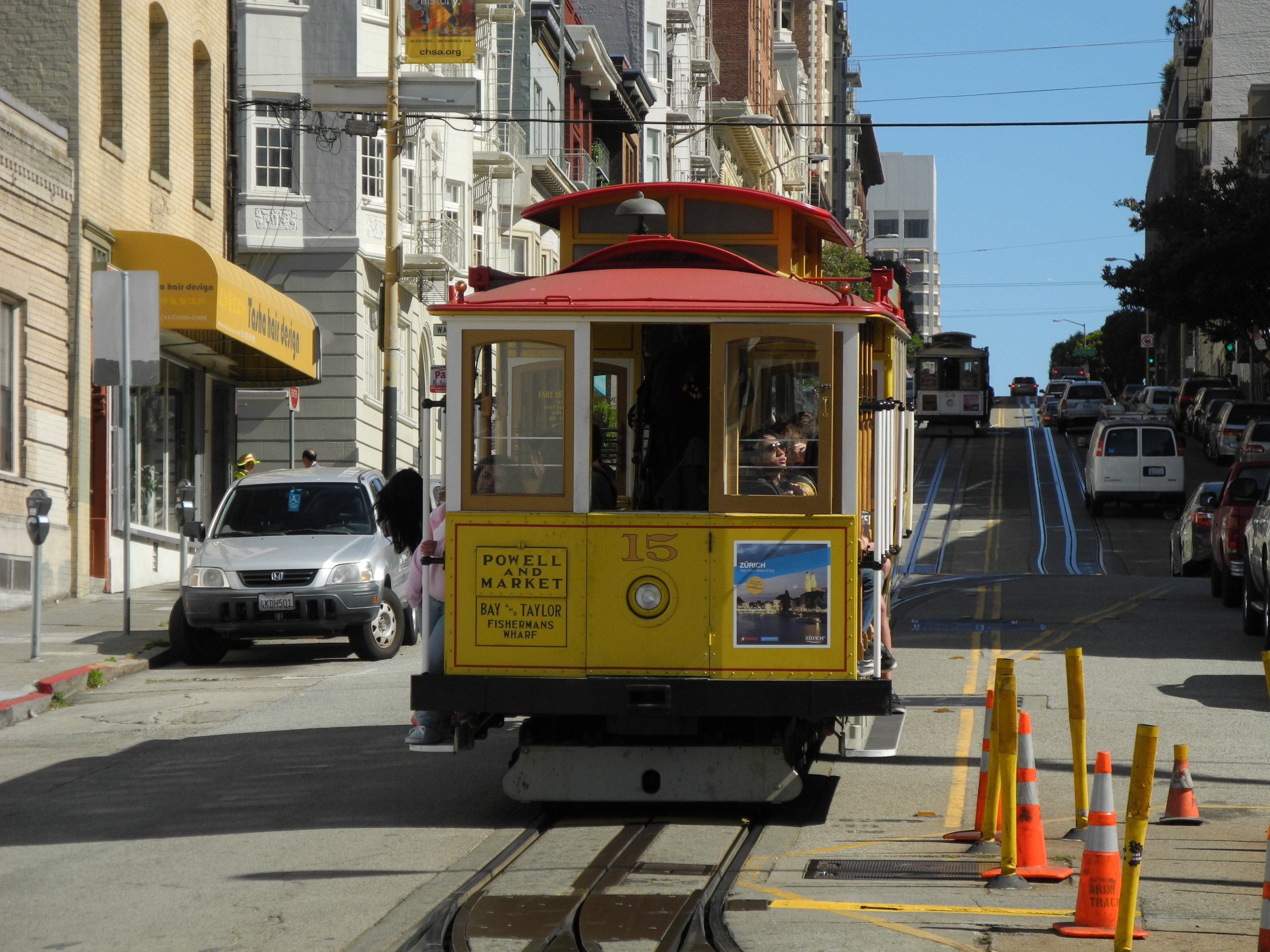
파월 가의 삭도차 (15번차)

샌프란시스코 케이블카(San Francisco cable car system)는 미국 샌프란시스코의 케이블카 (노면 전차) 시스템이다. 케이블카 노선은 유니언 스퀘어 근처의 시내에서 피셔맨스워프에 2개 노선, 그리고 캘리포니아 가에 따라 있는 1개 노선이다.